# 유어 플레이스 오어 마인
《유어 플레이스 오어 마인》(영어: Your Place or Mine)은 2023년 공개된 미국의 로맨틱 코미디 영화이다. 각본가 얼린 브로시 매케나의 감독 데뷔작이며, 각본 역시 매케나가 맡았다.

## 줄거리
데비와 피터는 2003년 딱 한 번 잠자리를 가진 뒤 20년간 쭉 절친으로만 지내왔다.
그러나 이혼한 데비의 아들 잭을 피터가 며칠 돌봐주게 되면서 두 사람의 관계는 새로운 국면을 맞이한다.

## 출연
- 리스 위더스푼 - 데비 던, 회계사 역
- 애슈턴 쿠처 - 피터 콜먼, 사업가 역
- 조이 차오 - 밍카, 피터의 전 여자친구 역
- 제시 윌리엄스 - 시오 마틴, 출판업자 역
- 웨슬리 키멀 - 잭 역
- 티그 노타로 - 얼리샤, 친구 역
- 스티브 잔 - 젠 역
- 레이철 블룸 - 스칼릿, 전 남편의 배우 여자친구 역
- 벨라 로벨 - 베카 역
- 시리 애플비 - 버네사 역